# Medalha Anchieta
A Medalha Anchieta é uma honraria concedida pela Câmara Municipal de São Paulo a personalidades notáveis da cidade, criada em 23 de maio de 1973.
É nomeada em homenagem ao prédio sede da Câmara Municipal da cidade, conhecido como Palácio Anchieta.